# 原天麻
原天麻（学名：Gastrodia angusta）为兰科天麻属下的一个种。

## 扩展阅读
- 維基物種上的相關：原天麻